# سان باولو دارغون
سان باولو دارغون ( بلهجة بيرغاموسكو: San Pól d'Àrgon) هي بلدية يبلغ عدد سكانها 5,721 نسمة في مقاطعة بيرغامو في إقليم لومبارديا الإيطالي، تقع على بعد حوالي ٦٠ كم شمال شرق ميلانو و ١١ كم شرق بيرغامو. البلدية تقع في بداية وادي كافالينا ويعبرها طريقان رئيسيان: طريق الولاية 42 ديل تونالي إي ديلا ميندولا وطريق المحافظة 91 المؤدي إلى بحيرة إيزيو.
تضم البلدية ديرًا كبيرًا يعود إلى كلونياك، تأسس في عام 1079. تم تجديده في القرن السادس عشر، كما يتضح من الأروقة الهندسية المثالية ذات الطراز النهضوي (1500 و1532). تحتوي قاعة الطعام السابقة على لوحات جدارية (1624) من إبداع جيوفاني باتيستا لورينزيتي. تم إعادة بناء الكنيسة الملحقة، المكرسة لتحويل القديس بولس، بين عامي 1684 و1690 على أنقاض كنيسة رومانيسكية. تمثل هذه الكنيسة أحد أكثر أمثلة العمارة الباروكية إثارة للإعجاب في بيرغامو. يعود تاريخ الواجهة البيضاء المصنوعة من الرخام المحلي إلى عام 1690. السقف المقبب للممر الرئيسي الواسع مزين بالكامل بلوحات جدارية لـ جوليو كواليغيو (1712-1713). تحتوي الممرات الجانبية على ثلاث مصليات صغيرة. تشمل الأعمال الفنية الأخرى لوحات لـ جوزيبي ماريا كريسبي، سيباستيانو ريتشي وأنطونيو باليسترا. تم إعادة بناء برج الجرس في عام 1738 كما هو مذكور في الجهة الشرقية منه.
حتى أوائل القرن العشرين، كانت البلدة تُعرف باسم بوزوني، بينما كان اسم "سان باولو دارغون" يشير إلى المجمع الديني. من عام 1929 إلى عام 1948، كانت سان باولو دارغون موحدة مع القريتين المجاورتين تشيناتي سوتو وتشيناتي سوبرا تحت اسم بلدية واحدة تسمى "تشيناتي دارغون".

## الرياضة
الفريق الرياضي الرئيسي في البلدية هو فريق سان باولو دارغون لكرة القدم، الذي يلعب حاليًا في دوري لومبارديا للترويج. في الماضي، لعب الفريق سبعة مواسم متتالية في الدوري الوطني للهواة (حاليًا السيري دي)، حيث أنهى موسم 1991 في المركز الرابع، حتى 1998 عندما احتل المركز قبل الأخير في مجموعته وهبط إلى دوري التميز.
تضم القرية مدرسة MTB سان باولو دارغون (للدراجات الجبلية)، التي تأسست في عام 2005 مع 35 عضوًا ويرأسها الرئيس ستيفانو جيراردي. تنقسم الفرق إلى ثلاث مستويات: الصغار (7-12 سنة)، الناشئين (13-16 سنة) والشباب (17-18 سنة). فاز فريق الناشئين بميداليتين في بطولة المنطقة لعام 2012 وحصل على المركز الثاني في الدوري الإيطالي للشركات في بياشنزا.

## روابط خارجية
- الموقع الرسمي